# Mark (rapper)
Mark Lee, tên tiếng Hàn là Lee Min-hyung (Hangul: 이민형, Hanja: 李敏亨, Hán-Việt: Lý Mẫn Hưởng, sinh ngày 2 tháng 8 năm 1999), thường được biết đến với nghệ danh Mark (Hangul: 마크), là một nam ca sĩ, rapper kiêm nhạc sĩ người Canada gốc Hàn Quốc. Anh là thành viên của nhóm nhạc nam NCT, nhóm nhỏ NCT 127, NCT U và NCT Dream, nhóm nhạc đặc biệt SuperM do SM Entertainment thành lập và quản lý.

## Tiểu sử
Mark sinh ngày 2 tháng 8 năm 1999 tại Toronto, Ontario, Canada trong một gia đình gốc Hàn. Sau đó, gia đình anh đã chuyển đến sống tại Vancouver, British Columbia. Khi còn nhỏ, Mark cũng có một thời gian ngắn sinh sống tại thành phố New York. Anh được chọn làm thực tập sinh của SM khi tham gia SM Global Audition tại Vancouver. Anh tốt nghiệp trường Nghệ thuật biểu diễn Seoul vào ngày 7 tháng 2 năm 2018. Mark có thể nói lưu loát được cả hai ngôn ngữ Anh và Hàn.

## Sự nghiệp

### 2013–2015: Thành viên SM Rookies
Vào tháng 12 năm 2013, Mark được giới thiệu là thành viên của SM Rookies, một nhóm thực tập sinh của SM Entertainment.
Năm 2014, Mark xuất hiện trên chương trình giải trí EXO 90:2014 cùng các thành viên khác của SM Rookies. Họ làm MV và biểu diễn lại những bài hát cũ các nghệ sĩ K-pop những năm 90
Năm 2015, Mark xuất hiện trên chương trình giải trí Disney Channel Korea's The Mickey Mouse Club cùng các thành viên nhỏ tuổi của SM Rookies. Chương trình phát sóng từ tháng 7 đến tháng 12 năm 2015 và được dẫn dắt bởi Leeteuk củaSuper Junior.

### 2016–nay: Ra mắt với NCT, hoạt động solo
Tháng 4 năm 2016, SM Entertainment xác nhận Mark sẽ ra mắt trong nhóm nhạc nhỏ đầu tiên NCT U của dự án nhóm nhạc nam NCT. Ngày 9 tháng 4 năm 2016, Mark chính thức ra mắt cùng Taeyong, Jaehyun, Doyoung và Ten với đĩa đơn đầu tiên "The 7th Sense". Mark cũng tham gia viết lời cho ca khúc này.
Tháng 7 năm 2016,  SM Entertainment thông báo Mark sẽ tham gia nhóm nhạc nhỏ thứ 2 NCT 127 của dự án nhóm nhạc nam NCT cùng Taeyong, Jaehyun, Yuta, Winwin, Taeil và Haechan. Ngày 7 tháng 7 2016, NCT 127 chính thức ra mắt với ca khúc chủ đề "Fire Truck".
Tháng 8 năm 2016, SM Entertainment tiếp tục xác nhận Mark tham gia nhóm nhạc nhỏ thứ 3 NCT Dream của dự án nhóm nhạc nam NCT cùng Jeno, Haechan, Renjun, Chenle, Jaemin và Jisung.  NCT Dream ra mắt ngày 25 tháng 8 năm 2016 với ca khúc "Chewing Gum".
Tháng 9 năm 2016, Mark kết hợp cùng Henry Lau phát hành bài hát  "Going Through Your Heart" cho bộ phim truyền hình The Man Living In Our House của đài KBS. Đây cũng là hoạt động solo đầu tiên của Mark sau khi ra mắt với NCT.
Tháng 1 năm 2017, Mark tham gia chương trình truyền hình thực tế  High School Rapper của Mnet. Mark đã đi đến vòng cuối cùng và đạt hạng 7 chung cuộc.
Tháng 7 năm 2017. Mark kết hợp cùng Xiumin của Exo phát hành bài hát Young & Free thông qua dự án âm nhạc Station mùa 2 của SM  Entertainment. Trong tháng này, Mark cũng xuất hiện trong chương trình thực tế về âm nhạc Snowball Project mùa đầu tiên. Anh kết hợp cùng  Park Jae-jung phát hành ca khúc  "Lemonade Love" ngày 21 tháng 7 trên SM Station.
Tháng 2 năm 2018, Mark trở thành người dẫn chương trình của chương trình âm nhạc hàng tuần Show! Music Core. Anh ấy đã rời khỏi chương trình vào tháng 1/2019 để tập trung vào hoạt động của NCT.
Tháng 10 năm 2018, Mark phát hành ca khúc "Dream Me" cùng Joy của nhóm Red Velvet cho bộ phim The Ghost Detective của đài KBS.
Ngày 31 tháng 12 năm 2018, Mark là thành viên đầu tiên chính thức tốt nghiệp NCT Dream.

### 2019–nay: Hoạt động với SuperM
Tháng 8 năm 2019, Mark được xác nhận là thành viên của SuperM do SM Entertainment thành lập, hoạt động chủ yếu ở thị trường Hoa Kỳ. Ngày 4 tháng 10 năm 2019, Mark đã chính thức cùng SuperM ra mắt với ca khúc chủ đề "Jopping".

## Đĩa nhạc

### Bài hát
| Tựa đề                                  | Năm            | Vị trí xếp hạng | Vị trí xếp hạng | Doanh số       | Album                     |
| Tựa đề                                  | Năm            | HQ GAON         | Mỹ Thế giới     | Doanh số       | Album                     |
| As lead artist                          | As lead artist | As lead artist  | As lead artist  | As lead artist | As lead artist            |
| --------------------------------------- | -------------- | --------------- | --------------- | -------------- | ------------------------- |
| "Drop" (두고가) (featuring Seulgi)      | 2017           | 93              | —               | HQ:46,443      | School Rapper FINAL       |
| Collaborations                          |                |                 |                 |                |                           |
| "Young & Free" (with Xiumin)            | 2017           | 31              | 6               | HQ: 72,133     | SM Station Season 2       |
| "Lemonade Love" (with Park Jae-jung)    | 2017           | 197             | 17              |                | SM Station Season 2       |
| Soundtrack appearances                  |                |                 |                 |                |                           |
| "Going Through Your Heart" (with Henry) | 2016           | —               | —               |                | Sweet Stranger and Me OST |
| "Dream Me" (나라는 꿈) (with Joy)       | 2018           | —               | —               |                | The Ghost Detective OS    |

## Danh sách phim

### Chương trình truyền hình
| Năm  | Tên chương trình                   | Đài truyền hình     | Vai trò               |
| ---- | ---------------------------------- | ------------------- | --------------------- |
| 2014 | EXO 90:2014                        | Mnet                | Thành viên SM Rookies |
| 2015 | Micky Mouse Club                   | Disney Chanel Korea | Thành viên            |
| 2017 | High School Rapper                 | Mnet                | Thí sinh              |
| 2017 | Snowball Project                   | V-app               | Thành viên            |
| 2018 | Show! Music Core                   | MBC                 | MC                    |
| 2018 | Hello Counsellor                   | KBS2                | Khách mời             |
| 2018 | Life Bar                           | TvN                 | Khách mời             |
| 2018 | It's Dangerous Beyond the Blankets | MBC                 | Thành viên chính thức |
| 2018 | NCT's Night Night!                 | SBS Power FM        | DJ đặc biệt           |
| 2019 | Let's eat dinner together          | JTBC                | Khách mời             |

## Giải thưởng và đề cử
| Năm  | Lễ trao giải                  | Hạng mục                                 | Kết quả |
| ---- | ----------------------------- | ---------------------------------------- | ------- |
| 2014 | 18th MBC Entertainment Awards | Rookie Award in Music / Talk Show – Male | Đề cử   |